# Californio
Il californio è l'elemento chimico con simbolo Cf e con numero atomico 98.
È un elemento transuranico sintetico, radioattivo: il californio fu sintetizzato bombardando il curio con particelle alfa (ioni di elio). La maggior parte di queste sfruttano la proprietà di alcuni isotopi di californio di emettere neutroni. Per esempio il californio può essere usato per avviare reattori nucleari ed è impiegato come fonte di neutroni quando si studia la diffrazione di neutroni e la spettroscopia neutronica. Il californio può essere usato anche nella sintesi di nuclei di elementi con masse pesanti: ad esempio l'oganesson è stato sintetizzato bombardando atomi di californio-249 con ioni di calcio-48. Il californio è usato anche in campo medico, soprattutto nella cura contro i tumori.

## Storia
Il californio fu sintetizzato per la prima volta nel 1950 da Stanley Thompson, Kenneth Street Jr., Albert Ghiorso e Glenn Seaborg presso l'Università di Berkeley in California. Fu il sesto elemento transuranico ad essere prodotto e il suo nome è un omaggio allo stato della California e all'Università di Berkeley, soprannominata "Cal".
Per produrlo il gruppo bombardò nel ciclotrone dell'Università un campione di pochi microgrammi di 242Cm con particelle alfa aventi un'energia di 35 MeV. Come risultato della reazione si ottenne un nucleo di 245Cf (emivita: 44 minuti) e un neutrone libero. In questo esperimento furono prodotti approssimativamente solo 5 000 atomi di californio.
Gli scienziati che effettuarono la sintesi chiamarono il nuovo elemento californio in onore allo stato e all'Università della California. Questa fu una rottura con la convenzione usata per dare il nome agli elementi da 95 a 97, convenzione che teneva conto del modo in cui era stato scelto il nome degli elementi immediatamente sopra di essi nella tavola periodica. Infatti il nome disprosio, l'elemento immediatamente sopra l'elemento 98 nella tavola periodica, significa "difficile da ottenere" così i ricercatori decisero di mettere da parte l'informale convenzione di nomenclatura. Essi aggiunsero che "il meglio che possiamo fare è indicare quei ricercatori che un secolo fa trovarono difficoltà nel raggiungere la California."
Quantità pesabili di californio furono prodotte per la prima volta irradiando un bersaglio di plutonio al Materials Testing Reactor dell'Idaho National Laboratory; le conclusioni furono riferite nel 1954. In questi campioni fu osservata l'elevata fissione spontanea del californio-252.
Il primo esperimento con utilizzo di californio in forma concentrata fu effettuato nel 1958. Lo stesso anno furono isolati gli isotopi del californio dal 249 al 252 a partire da un campione di plutonio-239 che era stato irradiato per cinque anni con neutroni in un reattore nucleare.
Nel 1960, due anni più tardi, Burris Cunningham e James Wallman del Lawrence Berkeley National Laboratory dell'Università della California crearono i primi composti di californio (tricloruro di californio, ossido di californio e ipoclorito di californio) trattando il californio con vapore e acido cloridrico.
L'High Flux Isotope Reactor (HFIR) all'Oak Ridge National Laboratory (ORNL), Tennessee, iniziò a produrre piccoli lotti di californio negli anni '60. Dal 1995 la produzione nominale annua di californio dell'HFIR è di 500 mg. Il plutonio fornito dal Regno Unito agli Stati Uniti in virtù dell'accordo di mutua difesa tra Stati Uniti e Regno Unito del 1958 fu usato per produrre californio.
La Commissione per l'energia atomica degli Stati Uniti d'America vendette il californio-252 a clienti industriali e accademici nei primi anni settanta al prezzo di 10 $ il microgrammo e ogni anno compreso tra il 1970 e il 1990 fu spedita una quantità media di californio-252 di 150 mg. Il californio metallico è stato sintetizzato per la prima volta nel 1974 da Haire e Baybarz che ridussero l'ossido di californio(III) con lantanio metallico per ottenere delle sottili pellicole dell'ordine dei sottomultipli del micrometro e dei microgrammi.

### Occorrenza
Minuscole quantità di californio esistono sulla Terra a causa delle reazioni di cattura neutronica e di decadimento beta che avvengono in depositi contenenti uranio ad altissime concentrazioni. Tracce di californio possono essere trovate vicino a impianti che utilizzano il minerale nella prospezione minerale e in trattamenti medici. L'elemento è praticamente insolubile in acqua, ma aderisce bene al terreno ordinario e le concentrazioni che può raggiungere nel terreno possono superare fino a 500 volte le concentrazioni nell'acqua che si trova vicino alle particelle del terreno.
Una piccola quantità di californio è stata apportata all'ambiente dalle precipitazioni nucleari dei test eseguiti precedentemente al 1980. Gli isotopi del californio con massa atomica 249, 252, 253 e 254 sono stati osservati nella polvere radioattiva raccolta dall'aria dopo un'esplosione nucleare.

## Caratteristiche
Le quantità di californio sintetizzate, benché esigue, hanno reso possibile la valutazione di alcune delle sue caratteristiche.

### Proprietà fisiche
Il californio è un attinoide bianco argenteo con un punto di fusione di 900±30 °C e un punto di ebollizione stimato di 1745 °C. Il metallo puro è malleabile e può essere facilmente tagliato con la lama di un rasoio. Nel vuoto il californio metallico inizia a vaporizzare al di sopra dei 300 °C. Al di sotto dei 51 K il californio metallico è ferromagnetico e ferrimagnetico (agisce come un magnete), tra i 48 e i 66 K è antiferromagnetico (uno stato intermedio) e al di sopra dei 160 K è paramagnetico (un campo magnetico esterno può renderlo magnetico). Forma leghe con i lantanoidi, ma si sa poco al riguardo.
Alla pressione di un'atmosfera l'elemento ha due forme cristalline: un impaccamento chiuso a doppio esagono denominato alfa (α) e una forma cubica a facce centrate designata come beta (β). La forma α esiste al di sotto dei 900 °C con una densità di 15,10 g/cm³ mentre la forma β esiste al di sopra dei 900 °C con una densità di 8,74 g/cm³. Alla pressione di 48 GPa la forma β si converte in un sistema cristallino ortorombico a causa della delocalizzazione degli elettroni dell'orbitale 5f che vengono liberati dai legami.
Il modulo di comprimibilità di un materiale è una misura della sua resistenza ad una pressione uniforme. Il modulo di comprimibilità del Californio è 50±5 GPa, valore simile a quello dei lantanoidi trivalenti e inferiore a quello di metalli più familiari come l'alluminio (70 GPa).
Il 252Cf con emivita di 2,6 anni è un forte emettitore di neutroni perciò è estremamente radioattivo e pericoloso: un microgrammo emette spontaneamente 170 milioni di neutroni al minuto. Una volta si credeva che il californio potesse essere prodotto dalle supernove dal momento che il loro decadimento coincide con l'emivita del californio-254. Studi successivi non sono riusciti a dimostrare lo spettro del californio e si pensa che le curve di luce delle supernove seguano il decadimento del nichel-56. Il 249Cf è formato dal decadimento beta del 249Bk e la maggior parte degli altri isotopi del californio è prodotta bombardando il berkelio con intensi fasci di neutroni in un reattore nucleare.

### Proprietà chimiche e composti
| Numero di ossidazione | Composto                    | Formula | Colore         |
| --------------------- | --------------------------- | ------- | -------------- |
| +2                    | Bromuro di californio(II)   | CfBr2   | Giallo         |
| +2                    | Ioduro di californio(II)    | CfI2    | Viola scuro    |
| +3                    | Ossido di californio(III)   | Cf2O3   | Giallo-verde   |
| +3                    | Ossicloruro di californio   | CfOCl   | Colore chiaro  |
| +3                    | Fluoruro di californio(III) | CfF3    | Verde chiaro   |
| +3                    | Cloruro di californio(III)  | CfCl3   | Verde smeraldo |
| +3                    | Ioduro di californio(III)   | CfI3    | Giallo limone  |
| +4                    | Ossido di californio(IV)    | CfO2    | Nero-marrone   |
| +4                    | Fluoruro di californio(IV)  | CfF4    | Verde          |

Il californio mostra valenze 4, 3 e 2. Si prevede che le sue proprietà chimiche siano simili a quelle di altri attinoidi aventi prevalentemente valenza +3 e al disprosio, che è il lantonoide immediatamente sopra il californio nella tavola periodica. A temperatura ambiente l'elemento si ossida lentamente all'aria e il processo accelera con l'aumentare dell'umidità. In presenza di calore il californio reagisce con idrogeno, azoto o un calcogeno (elementi appartenenti alla famiglia dell'ossigeno); le reazioni con idrogeno anidro e acidi minerali acquosi sono rapide.
L'unico suo ione stabile in soluzione acquosa è il Cf3+. I tentativi di ridurre o ossidare il californio(III) in soluzione sono falliti. Tra i suoi composti solubili troviamo il cloruro, il nitrato, il perclorato e il solfato. Invece il fluoruro, l'ossalato e l'idrossido precipitano.

## Applicazioni

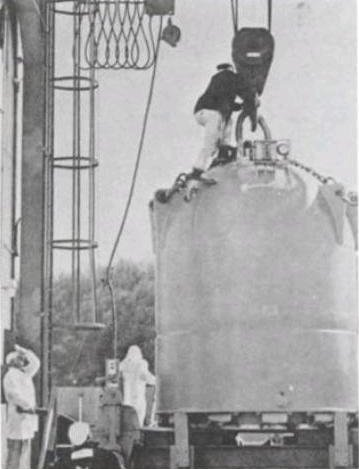
Foto di un contenitore per il trasporto di ^{252}Cf fino ad un massimo di un grammo. Il contenitore pesa 50 tonnellate in quanto fortemente schermato per evitare il rilascio o perdite di materiale radioattivo o di radiazioni in caso di incidenti.

Questo elemento ha varie applicazioni specialistiche che sfruttano la sua radioattività. Infatti il californio-252 è un forte emettitore di neutroni: ogni microgrammo di californio appena prodotto produce 139 milioni di neutroni al minuto. Sfruttando questa proprietà viene utilizzato per l'avviamento di alcuni reattori nucleari; in manometri di miscela a neutroni, usati per trovare strati di acqua e petrolio nei pozzi petroliferi; come fonte portatile di neutroni nelle prospezioni minerarie alla ricerca di oro e argento, per analisi ad attivazione neutronica dei campioni sul posto.
I neutroni derivati dal californio sono impiegati come trattamento in alcuni cancri cervicali e al cervello dove altre radiazioni terapeutiche sono inefficaci. È stato utilizzato in applicazioni educative sin dal 1969 quando il Georgia Institute of Technology ricevette un prestito di 119 µg di californio-252 dal Savannah River Plant. È anche utilizzato negli analizzatori elementari online di carbone e negli analizzatori di materiali voluminosi nelle industrie del carbone e del cemento.
La penetrazione dei neutroni all'interno dei materiali rende il californio utile in detector come: gli scanner delle barre di combustibile; la radiografia nucleare di aeromobili e componenti di armi per cercare corrosioni, saldature errate, fratture e vapore intrappolato; in detector portatili di metalli. Gli impieghi maggiori del californio-252 nel 1982 sono stati: avviamento di reattori nucleari (48,3%), scanner delle barre di combustibile (25,3%), e analisi d'attivazione (19,4%). Dal 1994 la maggior parte del californio-252 è stato impiegato principalmente in radiografia neutronica (77,4%) e come secondario, ma importante utilizzo negli scanner delle barre di combustibile (12,1%), avviamento di reattori nucleari (6,9%).
Il 251Cf è noto per avere una massa critica molto piccola (circa 5 kg) che portò a speculazioni teoriche su una possibile bomba atomica tascabile; nonostante ciò questa resta una leggenda urbana, data la difficoltà di produrre una bomba al californio che pesi meno di 2 kg e perché i costi della produzione di una bomba simile sono proibitivi.
Nell'ottobre del 2006 dei ricercatori annunciarono l'identificazione di tre atomi di oganesson (elemento 118) al Joint Institute for Nuclear Research di Dubna, in Russia, come prodotto del bombardamento di californio-249 con calcio-48, identificandolo così come l'elemento più pesante mai sintetizzato. Il bersaglio di questo esperimento conteneva circa 10 mg di californio-249 posto su un foglio di titanio della superficie di 32 cm2. Il californio è stato impiegato anche per produrre altri elementi transuranici; per esempio, l'elemento 103, in seguito denominato laurenzio, è stato sintetizzato per la prima volta nel 1961 bombardando californio con nuclei di boro.

## Isotopi
Del californio sono stati caratterizzati 20 radioisotopi, di cui i più stabili sono risultati essere il californio-251 con un'emivita di 898 anni, il californio-249 con un'emivita di 351 anni, il californio-250 con un'emivita di 13,08 anni e il californio-252 di 2,645 anni. Tutti gli isotopi rimanenti hanno un'emivita inferiore a un anno e la maggior parte di essi non supera i 20 minuti. La massa atomica degli isotopi del californio varia da 237 a 256.
Il californio-249 è un prodotto del decadimento beta del berkelio-249 e la maggior parte degli altri isotopi sono sintetizzabili sottoponendo il berkelio a intense radiazioni neutroniche in un reattore nucleare. Anche se il californio-251 ha l'emivita più lunga, la resa della sua sintesi è solo del 10% a causa della sua tendenza a catturare neutroni (elevata cattura neutronica) e la sua tendenza a interagire con altre particelle (elevata cross-section neutronica).
Il californio-252 è un fortissimo emettitore di neutroni, proprietà che lo rende estremamente radioattivo e pericoloso. Nel 96,9% dei casi il californio-252 subisce decadimento alfa (la perdita di due protoni e due neutroni) a formare curio-248 mentre nel 3,1% dei casi subisce fissione spontanea. Un microgrammo (μg) di californio-252 emette 2,3 milioni di neutroni al secondo, di cui una media di 3,7 neutroni derivano dalla fissione spontanea. La maggior parte degli isotopi del californio decadono in isotopi del curio (numero atomico 96) tramite decadimento alfa.

## Produzione
Il californio viene prodotto in reattori nucleari e acceleratori di particelle. Il californio-250 viene prodotto bombardando berkelio-249 con neutroni, con formazione di berkelio-250 tramite cattura neutronica che in seguito subisce decadimento beta (β−) diventando californio-250.
Il bombardamento di californio-250 con neutroni produce californio-251 e californio-252.
Irradiazione prolungata di americio, curio e plutonio con neutroni produce quantità dell'ordine dei milligrammi di californio-252 e di californio-249. Come avvenne nel 2006, gli isotopi 244 e 248 del curio sono irradiati con neutroni in speciali reattori per produrre principalmente californio-252 e inferiori quantità degli isotopi 249 e 255.
Microgrammi di californio-252 sono disponibili per uso commerciale presso l'U.S. Nuclear Regulatory Commission. Solo due siti producono californio-252: l'Oak Ridge Nationale Laboratory negli Stati Uniti e il Research Institute of Atomic Reactors a Dimitrovgrad, in Russia. Come nel 2003, i due siti producono 0,25 grammi e 0,025 grammi di californio-252 all'anno rispettivamente.
Vengono prodotti anche tre isotopi del californio con una significativa emivita e ciò richiede un totale di 15 neutroni catturati dall'uranio-238 senza che durante il processo avvenga fissione nucleare o decadimento alfa. Il californio-253 è situato alla fine della catena di produzione che comincia con l'uranio-238, che include anche molti isotopi di plutonio, americio, curio, berkelio e gli isotopi dal 249 al 253 del californio.

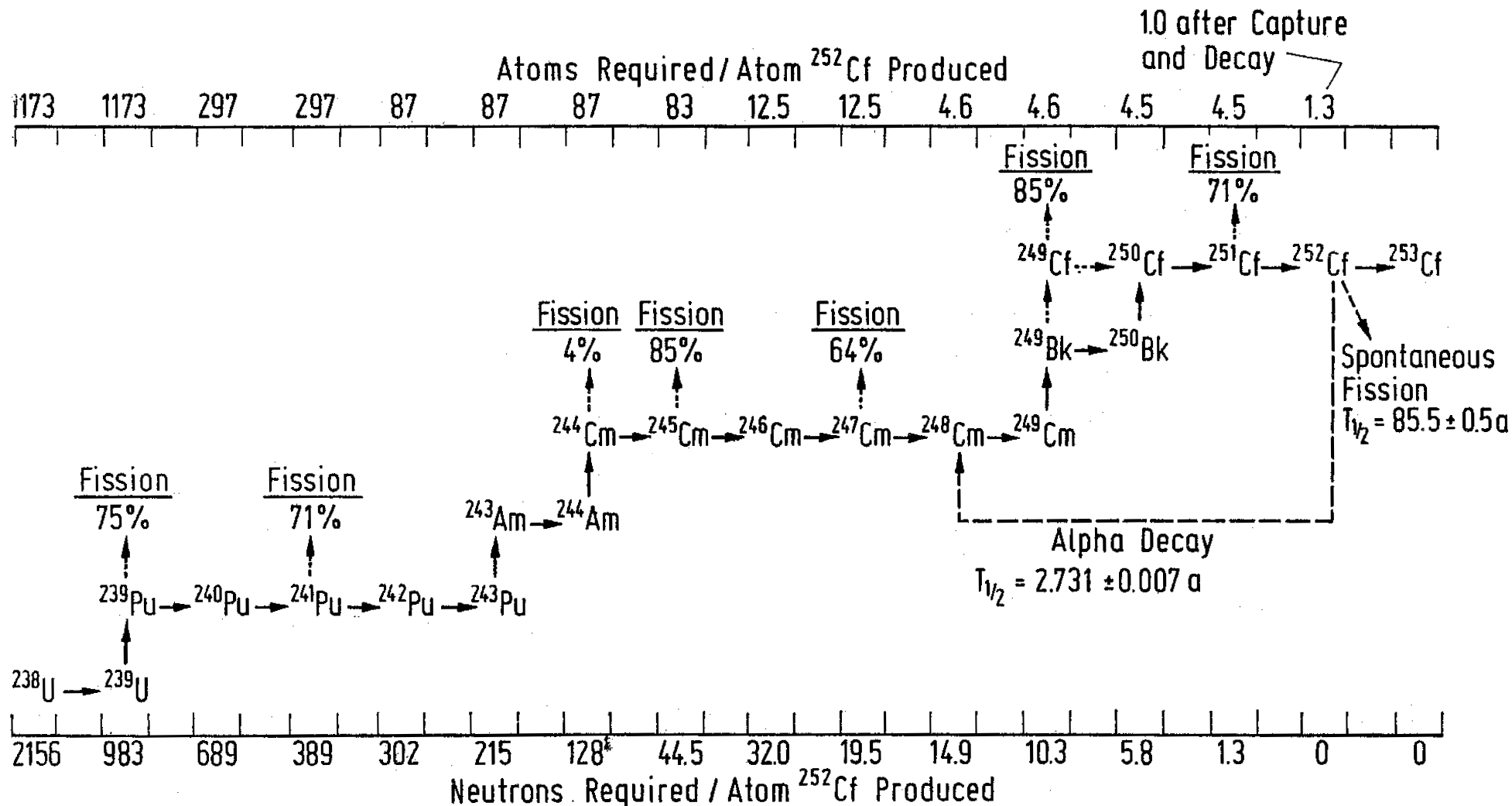
Schema di produzione del californio-252 a partire dall'uranio-238 tramite irradiazione neutronica

## Precauzioni
Il californio che si accumula biologicamente nei tessuti scheletrici rilascia radiazioni che sconvolgono la funzionalità del midollo osseo.
L'elemento non gioca nessun ruolo biologico naturale in nessun organismo a causa della sua intensa radioattività e della sua piccolissima concentrazione nell'ambiente.
Il californio può entrare nel corpo tramite ingestione di cibo o bevande contaminate o respirando aria contenente particelle in sospensione dell'elemento. Una volta nel corpo, solo lo 0,05% del californio raggiunge il flusso sanguigno. Circa il 65% di quel californio si deposita nello scheletro, il 25% nel fegato e il resto in altri organi oppure viene escreto, principalmente tramite l'urina.
Metà del californio depositato nello scheletro e nel fegato viene smaltito in 50 e 20 anni rispettivamente. Il californio nello scheletro aderisce alla superficie delle ossa per poi penetrarvi lentamente. L'elemento è altamente pericoloso se trattenuto nel corpo. Inoltre il californio-249 e il californio-251 possono causare un danneggiamento esterno dei tessuti, attraverso l'emissione di raggi gamma.
Le radiazioni ionizzate emesse dal californio sulle ossa e nel fegato causano il cancro.